# روبرت وايتهيد
روبرت وايتهيد هو منتج مسرحي ‏ كندي، ولد في 3 مارس 1916 في مونتريال في كندا، وتوفي في 15 يونيو 2002 في باوند ريدج ‏ في الولايات المتحدة.

## وصلات خارجية
- روبرت وايتهيد على موقع قاعدة بيانات برودواي على الإنترنت (الإنجليزية)